# Лесник Андрій Герасимович
Андрій Герасимович Лесник (нар. 19 серпня 1916, Гальжбіївка — пом. 4 лютого 1994, Київ) — український металофізик, доктор фізико-математичних наук з 1956 року, професор з 1958 року; член-кореспондент НАН України з 1976 року. Батько металофізика Наталії Лесник.

## Біографія
Народився 6 [19] серпня 1916 року в селі Гальжбіївці (тепер Могилів-Подільський район Вінницької області, Україна). 1940 року закінчив Київський університет. Брав участь у німецько-радянській війні.
З 1947 року працював в Інституті металофізики НАНУ: у 1947–1948 роках — учений секретар; у 1958–1986 роках — завідувач відділу фізики металевих плівок, у 1986–1994 роках — головний науковий співробітник.
Помер в Києві 4 лютого 1994 року.

## Наукова діяльність
Наукові праці в галузі термодинаміки сплавів (теорія фазових рівноваг) і фізики магнітних явищ (доменна структура і процеси перемагнічування тощо). Розробив теорію магнітної анізотропії, статистичні теорії фазових перетворень у бінарних сплавах та магнітної сприйнятливосгі реальних плівок. Праці:
- Модели межатомного взаимодействия в статистической теории сплавов. Москва, 1962;
- Наведенная магнитная анизотропия. Київ, 1976;
- О возможности существования супермагнетизма одномерных ферромагнетиков // Известия АН СССР. Сер. физ. 1980. Т. 44, № 7;
- Суперпарамагнетизм ферромагнетиков с термодинамически неустойчивым дальним магнитным порядком // Металлофизика. 1982. Т. 4, № 4;
- Затвердевание кластерной жидкости // Металлофизика. 1989. Т. 6, № 1;
- Магнитные свойства анизотропного слабого ферромагнетика в метастабильном состоянии (теория) // Металлофизика. 1991. Т. 13, № 10;
- Кластерная модель слабого зонного антиферромагнетика и его термодинамические свойства // Металлофизика. 1993. Т. 15, № 11 (у співавторстві).

## Відзнаки
- Премія НАН України імені К. Д. Синельникова (1979, за монографію «Наведена магнітна анізотропія»)[1];
- Нагороджений орденом Вітчизняної війни ІІ ступеня (6 квітня 1985)[2];
- Державна премія УРСР в галузі науки і техніки за 1985 рік[1];